# Ёндонгийн Отгонбаяр
Ёндонгийн Отгонба́яр (монг. Ёндонгийн Отгонбаяр; род. 1965) — монгольский государственный и политический деятель, министр образования, науки и  культуры Монголии в 2008—2012 годах.

## Биография
В 1982—1983 годах проходил срочную службу в армии рядовым. В 1983—1989 годах обучался в МГИМО, в 1994—1995 годах — в Институте менеджмента в Нью-Дели. В 2001—2005 годах аспирант МГИМО, защитил докторскую диссертацию по теме «Безопасность малых государств».
В 1989—1991 годах — атташе и первый секретарь МИД. Затем до 1996 года пробыл вторым секретарём посольства Монголии в Индии, после чего до следующего года сотрудник центрального аппарата МИД. В 1997—2000 годах — главный менеджер, директор гостиницы «Баянгол» в Улан-Баторе. В 2000—2001 годах — первый секретарь МИД, затем советник премьер-министра Монголии Н. Энхбаяра по внешней политике.
В 2004—2008 годах — секретарь, генеральный секретарь МНРП, при этом в 2006—2007 годах — секретарь улан-баторской партийной организации МНРП. С 2007 года Генеральный секретарь МНРП. Руководил 9 успешными предвыборными кампаниями партии. С 2008 по 2012 год был министром образования, культуры и науки Монголии. Известен как инициатор реформ стандартов общеобразовательных школ и закрытия некачественных высших учебных заведений. Был избран депутатом Великого Государственного Хурала от аймака Булган в 2012 году. В 2016—2017 гг. заместитель министра образования, культуры, науки и спорта. В 2017-2022 гг. Посол Монголии в США. С 2022 года Глава фонда Амара /А. Амар бывший Премьер Министр Монголии/.
Участвовал в погашении монгольского рублевого долга СССР. Кроме того работал председателем комиссии по получению крупной помощи от США по Millenium Challenge Account. Автор серии книг по истории независимости Монголии.
Работы:
1. Хроника независимости Монголии: Пожар вспыхнувший в степи /1900-1915/
2. Хроника независимости Монголии: Баллада о смутных временах /1915-1924/
3. Хроника независимости Монголии: В тени мировойы революции /1924-1933/
4. Хроника независимости Монголии: Цена независимости /1934-1945/
5. Чин ван Ханддорж /Монгольская серия Жизнь замечательных людей/
6. Дашийн Дамба /Монгольская серия: Жизнь замечательных людей/
7. Жалханз Хутагт Дамдинбазар /Монгольская серия: Жизнь замечательных людей/
8. Агданбуугийн Амар: /Монгольская серия: Жизнь замечательных людей/
9. Потерянная история Монголии

Награждён Орденом Трудового Красного Знамени за участие в урегулировании рублевого долга бывшему СССР.